# Johannes Paul Aeltermann

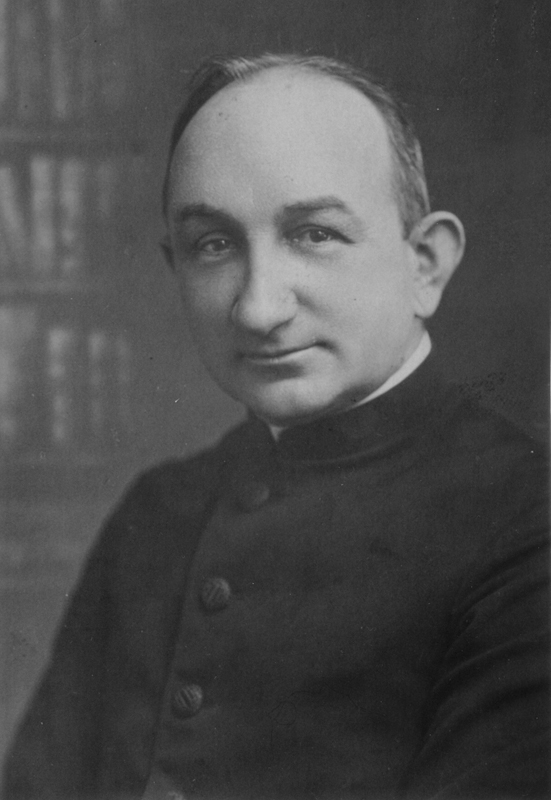
Johannes Paul Aeltermann

Johannes Paul Aeltermann (* 26. Juni 1876 in Danzig; † 22. November 1939 in Neu Fietz (poln. Nowy Wiec) bei Schöneck (Skarszewy)) war ein katholischer Priester, der 1939 von der SS ermordet wurde.

## Leben
Aeltermann wurde 1876 in Danzig geboren. Er studierte am Priesterseminar in Pelplin und wurde dort am 13. März 1904 zum Priester geweiht. Er arbeitete als Vikar in Preußisch Stargard und in Danzig. Ab 1912 war er Pfarrer der St. Bartholomäuskirche in Meisterswalde (poln. Mierzeszyn), Kreis Danziger Höhe (1920–1939 Gebiet der Freien Stadt Danzig). Er wurde bekannt als entschiedener Gegner des Nationalsozialismus. Am 21. Mai 1933, eine Woche vor der Volkstagswahl, gab er eine achtseitige Broschüre Hakenkreuz oder Christenkreuz? heraus, in der er vor dem Nationalsozialismus warnte und auf seine Unvereinbarkeit mit dem Christentum hinwies. Dafür wurde er später schikaniert und schon 1935 von der Schutzpolizei inhaftiert.
Nach Ausbruch des Krieges und der Eingliederung der Freien Stadt Danzig in das Deutsche Reich wurde Aeltermann durch ein SS-Einsatzkommando verhaftet und zusammen mit etwa 60 Polen, darunter zwei anderen Priestern, nach Neu Fietz gebracht, wo am 22. November alle ermordet und in einem Massengrab begraben wurden.
Das Grab in Neu Fietz wurde unmittelbar nach Kriegsende 1945 exhumiert. Der Leichnam Aeltermanns, aufgrund eines Medizinfläschchens identifiziert, wurde am 17. Mai 1945 neben seiner Pfarrkirche in Mierzeszyn feierlich bestattet. Am 13. Oktober 2003 erhielt die örtliche Grundschule (Szkoła Podstawowa) seinen Namen.
Die katholische Kirche hat Dekan Johannes Aeltermann als Glaubenszeugen in das deutsche Martyrologium des 20. Jahrhunderts aufgenommen.